# Üzbég Szovjet Szocialista Köztársaság
Az Üzbég Szovjet Szocialista Köztársaság, röviden Üzbég SZSZK (üzbégül:  Ўзбекистон Совет Социалистик Республикаси Ozbekiszton Szovet Szocialisztik Reszpublikaszi; oroszul: Узбекская Советская Социалистическая Республика Uzbekszkaja Szovjetszkaja Szocialisticseszkaja Reszpublika) a Szovjetunió tagállama volt 1924 és 1991 között. 1936-ig Üzbég Szocialista Tanácsköztársaság volt a neve.
Az Üzbég SZSZK 1924. október 27-én jött létre Közép-Ázsia nemzeti területi átrendezése során, amikor egyfelől megszűnt az Oroszországhoz tartozó Turkesztáni Autonóm Szovjet Szocialista Köztársaság, illetve a független Buharai és Hivai Népi Szovjetköztársaságok, másfelől ezek területéből létrehozták a Szovjetunió önálló köztársaságaiként a Türkmén és Üzbég SZSZK-t, az utóbbihoz tartozó Tádzsik Autonóm Köztársaságot, továbbá az Oroszországhoz tartozó Kara-Kirgiz (későbbi nevén Kirgiz) és Kara-Kalpak autonóm területeket, illetve kibővítették a Kirgiz (későbbi nevén Kazah) autonóm köztársaságot.
Üzbegisztánt 1936 után északon a Kazah SZSZK, délnyugaton a Türkmén SZSZK, délen Afganisztán, délkeleten a Tádzsik SZSZK, keleten pedig a Kirgiz SZSZK határolta. Fővárosa 1924 és 1930 között Szamarkand, 1930 és 1991 között Taskent volt.

## Zászlaja

1925. július 22. és 1926. január 6. között
1926. január 9. és 1931 között
1931 és 1935 január között
1935 január és 1937 között
1937 és 1941. január 16. között
1941. január 16. és 1952. augusztus 29. között
1952. augusztus 29. és 1991. november 18. között
1991. november 18. és 1991. december 25. között